# Андресито
Андресито (исп. Andresito) — населённый пункт на западе центральной части Уругвая, в департаменте Флорес.

## География
Расположен в северной части департамента, на 238 км национального шоссе № 3, недалеко от места пересечения его с дорогой № 14. Абсолютная высота — 49 метров над уровнем моря.

## Население
Население по данным на 2011 год составляет 261 человек.
| Год  | Население |
| ---- | --------- |
| 1963 | 135       |
| 1975 | 125       |
| 1985 | 176       |
| 1996 | 140       |
| 2004 | 271       |
| 2011 | 261       |

Источник: Instituto Nacional de Estadística de Uruguay